# Proyecto de Estatuto de Autonomía del País Valenciano (1981)

Bandera aprobada para el Órgano de Gobierno autónomo del País Valenciano

El Proyecto de Estatuto de Autonomía del País Valenciano (1981) conocido como el Estatuto de Benicàssim es un proyecto de Estatuto de Autonomía aprobado en Benicàssim en el año 1981, momento en el que se intentó dotar al pueblo valenciano de autonomía plena. Las fuertes tensiones entre la izquierda y la derecha y el surgimiento del blaverismo impidieron su aprobación literal. Reconocía el territorio como una nacionalidad histórica, la denominación País Valenciano y la Señera que difería de la actual por sustituir la actual corona por el escudo de la Generalidad. Se llegó a consensuar antes que el texto fuera aprobado por las Cortes Generales, pero en 1982 el que se aprobó definitivamente en Madrid fue el Estatuto de Autonomía de la Comunidad Valenciana de 1982, en el cual se modificó el nombre de País por el de Comunidad, y se instauró la Señera coronada de València como la bandera de todo el territorio valenciano.

## Diferencias entre el proyecto de «Estatuto de Benicàssim» y el Estatuto aprobado por las Cortes Generales en 1982
En el texto aprobado finalmente por las Cortes Generales en 1982 se añadió un Preámbulo que no figuraba en el proyecto de «Estatuto de Benicàssim» de 1981.

Preámbulo.

El presente Estatuto constituye la manifestación de la voluntad autonómica del pueblo de las provincias valencianas, tras su etapa preautonómica, a la que accedió en virtud del Real Decreto-ley 10/1978, por el que se creaba el Consell del País Valenciano.

Aprobada la Constitución española, es, en su marco, donde la tradición valenciana proveniente del histórico Reino de Valencia se encuentra con la concepción moderna del País Valenciano, dando origen a la autonomía valenciana, como integradora de ambas corrientes de opinión que enmarcan lo valenciano en un concepto cultural propio en el estricto marco geográfico que comprende.

En cuanto a las cuestiones identitarias las Cortes Generales cambiaron la denominación del territorio y la bandera (aunque mantuvieron la redacción del artículo referido al valenciano):

«Estatuto de Benicàssim» (1981)
Artículo 1º.
1.El pueblo valenciano, cuya forma histórica de institucionalización política fue el Reino de Valencia, se constituye en Comunidad Autónoma de acuerdo con lo dispuesto en la Constitución y en el presente Estatuto, con la denominación del País Valenciano.

2.El País Valenciano es la expresión de la voluntad democrática y del derecho del autogobierno del Pueblo Valenciano, y se rige por el presente Estatuto, que es su norma institucional básica.
3.El País Valenciano, en el marco de la Constitución de España, tiene por objeto reforzar la democracia y garantizar la participación de todos los ciudadanos en la realización de sus fines.
[...]
Artículo 5º.
La bandera del País Valenciano está compuesta por cuatro barras rojas sobre fondo amarillo, con franja azul junto al asta sobre la que se sitúa el escudo del Consell.

[...]
Artículo 7º.
1.Las dos lenguas oficiales de la Comunidad Autónoma son el valenciano y el castellano. Todos tienen el derecho a conocerlas y usarlas.
2.La Generalidad Valenciana garantizará el uso normal y oficial de las dos lenguas y adoptará las medidas necesarias para asegurar su conocimiento.
3.Nadie podrá ser discriminado por razón de su lengua.
4.Se otorgará especial protección y respeto a la recuperación del valenciano.
5.La ley establecerá los criterios de aplicación de la lengua propia en la Administración y en la enseñanza.

6.Mediante ley se delimitarán los territorios en los que predomine el uso de una y otra lengua, así como los que puedan exceptuarse de la enseñanza y del uso de la lengua propia de la Comunidad.
Estatuto de Autonomía de 1982
Artículo 1
1. El pueblo valenciano, históricamente organizado como Reino de Valencia, se constituye en Comunidad Autónoma, dentro de la indisoluble unidad de la nación española, como expresión de su identidad histórica y en el ejercicio del derecho de autogobierno que la Constitución reconoce a toda nacionalidad, con la denominación de Comunidad Valenciana.
2. La Comunidad Valenciana es la expresión de la voluntad democrática y del derecho del autogobierno del pueblo valenciano, y se rige por el presente Estatuto, que es su norma institucional básica.
3. La Comunidad Valenciana tiene por objeto reforzar la democracia y garantizar la participación de todos los ciudadanos en la realización de sus fines.
[...]
Artículo 4
1. La tradicional senyera de la Comunidad Valenciana está compuesta por cuatro barras rojas sobre fondo amarillo, coronadas sobre franja azul junto al asta.
2. Una ley de las Cortes Valencianas podrá determinar la simbología heráldica propia de la Comunidad que integra las tres provincias de Castellón, Valencia y Alicante y su incorporación a la señera, sobre las barras.
[...]
Artículo 7
1. Los dos idiomas oficiales de la Comunidad Autónoma son el valenciano y el castellano. Todos tienen derecho a conocerlos y usarlos.
2. La Generalidad Valenciana garantizará el uso normal y oficial de las dos lenguas y adoptará las medidas necesarias para asegurar su conocimiento.
3. Nadie podrá ser discriminado por razón de su lengua.
4. Se otorgará especial protección y respeto a la recuperación del valenciano.
5. La ley establecerá los criterios de aplicación de la lengua propia en la Administración y en la enseñanza.

6. Mediante ley se delimitarán los territorios en los que predomine el uso de una y otra lengua, así como los que puedan exceptuarse de la enseñanza y del uso de la lengua propia de la Comunidad.